# Пехачек, Франц
Франц Ксавер Пехачек (нем. Franz Xaver Pechátschek; 4 июля 1793 , Вена Австрийская империя — 15 сентября 1840, Карлсруэ) — австрийский скрипач-виртуоз и композитор.

## Биография
Первые уроки музыки получил у своего отца скрипача Франца Мартина Пехачека, позже учился у Игнаца Шуппанцига и Эмануэля Алоиса Фёрстера.
С 1809 по 1822 год был скрипачом в венском Театре ан дер Вин. Позже, служил концертмейстером придворного оркестра в Штутгарте, с 1826 года руководил придворным оркестром великого герцога Баденского в Карлсруэ.
Пехачек дружил с Людвигом ван Бетховеном в Вене и несколько раз исполнял его произведения.
Помимо полонезов, вариаций, рондо и попурри для скрипки с оркестром, он сочинил два струнных квартета и Adagio et Polonaise для кларнета с оркестром.

## Избранные музыкальные сочинения
- Deuxie (1822)
- Grand Quatuor for two Violins, Viola and Violoncello, Op. 4 (1818)
- Quatuor brillant for two Violins, Viola and Violoncello, Op. 7
- Variations on Schubert’s German Dance D365 No. 2 Trauerwalzer, Op. 9
- Adagio et Polonaise for Piano four-hands, Op. 14
- First concertino for Violin with accompaniment of Orchestra, Op. 16 (1826)
- Variations sur un theme hongrois for Violin with Orchestra or two Violins, Viola and *Violoncello, Op. 17 (1834)
- Polonaise for Violin with Orchestra accompaniment, Op. 18 (1826)
- Divertissement for Solo Violin with accompaniment of Orchestra or two Violins, Viola and *Violoncello, Op. 20 (1826)
- Introduction and Brilliant Variations on a Favorite Air for Violin with accompaniment for *Pianoforte, Op. 28 (1845)